# John William Moore

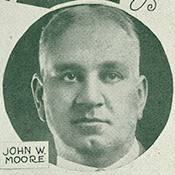
John William Moore, 1930er Jahre

John William Moore (* 9. Juni 1877 in Morgantown, Butler County, Kentucky; † 11. Dezember 1941 in Washington, D.C.) war ein US-amerikanischer Politiker. Zwischen 1925 und 1933 vertrat er mit einer kurzen Unterbrechung im Jahr 1929 den Bundesstaat Kentucky im US-Repräsentantenhaus.

## Werdegang
John Moore besuchte die öffentlichen Schulen seiner Heimat. Danach belegte er bis 1897 einen Handelskurs am Bryant and Stratton College in Louisville. Im Jahr 1898 erhielt er eine Anstellung bei der Morgantown Deposit Bank. Zwischen 1899 und 1919 arbeitete er in der Holzbranche. Danach war er von 1920 bis 1925 Kassierer bei der Morgantown Deposit Bank. Moore war Mitglied der Demokratischen Partei. Nach dem Tod des Abgeordneten Robert Y. Thomas wurde er im dritten Wahlbezirk von Kentucky in das US-Repräsentantenhaus in Washington gewählt, wo er am 26. Dezember 1925 sein neues Mandat antrat. Nach einer Wiederwahl im Jahr 1926 konnte er bis zum 3. März 1929 im Kongress verbleiben.
Bei den Kongresswahlen des Jahres 1928 unterlag Moore dem Republikaner Charles W. Roark. Nach dessen Tod am 5. April 1929 wurde Moore bei der fälligen Nachwahl als sein Nachfolger in das US-Repräsentantenhaus gewählt. Dort nahm er am 1. Juni 1929 wieder seinen alten Sitz ein. Bei den regulären Wahlen des Jahres 1930 wurde Moore bestätigt. Damit konnte er bis zum 3. März 1933 im Kongress verbleiben. In diese Zeit fiel der Beginn der Weltwirtschaftskrise. Außerdem wurde damals der 20. Verfassungszusatz ratifiziert, durch den der Beginn der Amtszeiten des Kongresses und des Präsidenten von März auf Januar vorverlegt wurden.
Im Jahr 1932 verzichtete Moore auf eine weitere Kandidatur. Danach arbeitete er zunächst in seinem alten Beruf, ehe er stellvertretender Revisor (Comptroller) der Federal Housing Administration wurde. Diesen Posten bekleidete er bis zu seinem Tod am 11. Dezember 1941 in Washington. Er wurde in seinem Geburtsort Morgantown beigesetzt.